# Chimaera jordani
Chimaera jordani е вид химер от семейство Chimaeridae.

## Разпространение и местообитание
Видът е разпространен в Мадагаскар, Мозамбик и Япония.
Среща се на дълбочина около 1525 m, при температура на водата около 5 °C и соленост 35,2 ‰.

## Описание
На дължина достигат до 64 cm.